# Понор (комуна)
Понор (рум. Ponor) — комуна у повіті Алба в Румунії. До складу комуни входять такі села (дані про населення за 2002 рік):
- Вале-ин-Жос (176 осіб)
- Валя-Букурулуй (68 осіб)
- Джоджел (149 осіб)
- Дупе-Дял (107 осіб)
- Мекерешть (48 осіб)
- Понор (149 осіб) — адміністративний центр комуни

Комуна розташована на відстані 297 км на північний захід від Бухареста, 31 км на північний захід від Алба-Юлії, 51 км на південь від Клуж-Напоки.

## Населення
За даними перепису населення 2002 року у комуні проживали 697 осіб.
Національний склад населення комуни:
| Національність | Кількість осіб | Відсоток |
| -------------- | -------------- | -------- |
| румуни         | 695            | 99,7%    |
| угорці         | 2              | 0,3%     |

Рідною мовою назвали:
| Мова      | Кількість осіб | Відсоток |
| --------- | -------------- | -------- |
| румунська | 695            | 99,7%    |
| угорська  | 2              | 0,3%     |

Склад населення комуни за віросповіданням:
| Релігія     | Кількість осіб | Відсоток |
| ----------- | -------------- | -------- |
| православні | 681            | 97,7%    |
| баптисти    | 6              | 0,9%     |
| реформати   | 2              | 0,3%     |